# کوه پیکاچو (چیریکی)
کوه پیکاچو در یک رشته کوه مرکزی در شمال استان چیریکی پاناما جای گرفته‌است. این کوه ۲۸۷۴ متر بلندا دارد و چهارمین کوه بلند کشور پاناما است.